# Rinčengín Barsbold
Rinčengín Barsbold (mongolsky Ринченгийн Барсболд) (* 21. prosince 1935, Ulánbátar) je mongolský paleontolog a geolog, zabývající se především druhohorními obratlovci. Je znám zejména svým podílem na prozkoumání dinosauřích fosílií v mnoha lokalitách pouště Gobi.
Od 90. let se také zaměřuje na opeřené dinosaury a původ ptáků. Popsal asi 8 nových rodů dinosaurů a 6 vyšších taxonomických jednotek (čeledí a podřádů).[zdroj⁠?!] Dva rody dinosaurů byly pojmenovány na jeho počest - Barsboldia (1981) a Rinchenia (2004). Také sauropod Abdarainurus barsboldi nese v druhovém jméně poctu tomuto paleontologovi.
Jeho otec Bjambyn Rinčen byl mongolský vědec, spisovatel a překladatel, první mongolský akademik.